# 顔面骨折
顔面骨折（がんめんこっせつ、英: fracture of facial bones）とは、顔面における骨折である。顔面骨は、主に『鼻骨』、『頬骨』、『篩骨』、『上顎骨』、『下顎骨』からなる。『側頭骨』を含める事もある。
顔面骨は多様な機能を有しており、骨折部位や機能障害により医師（形成外科、耳鼻咽喉科、眼科、頭頸部外科、脳神経外科）や歯科医師（歯科口腔外科）により治療される。
地域や病院により異なっているが、概ね下記の様に振り分けられる事が多い。
- 頬骨骨折（ほほの骨）；形成外科、耳鼻咽喉科
- 上・下顎骨骨折（あごの骨）；歯科口腔外科、形成外科、耳鼻咽喉科
- 鼻骨骨折（鼻の骨）；耳鼻咽喉科、形成外科
- 篩骨骨折（副鼻腔の骨）；耳鼻咽喉科
- 眼窩底骨折（目の回りの骨）；眼科、耳鼻咽喉科、形成外科

また、上顎骨骨折を含む顔面骨多発骨折では、頻度が高いものとして、Le Fort （ルフォー） I 型、Le Fort II 型、Le Fort III 型の3つの型に分けられる。
顔面骨骨折では、上気道の確保、出血のコントロールが出来ていれば生命に関わる事は少ない。救命救急センターなどに運ばれる様な重篤な状況では、脳挫傷や脳内出血、頸椎損傷などの治療が優先され、顔面骨の骨折の治療は全身状態が安定した状況で行われる。

## 概要
顔面骨の骨折は通常、上・中・下の3つの部分に分けて論じられる。
上3分の1の骨折は前額、前頭洞、鼻骨などを含み、その位置関係から脳挫傷、頭蓋内血腫、頭蓋底骨折、髄液鼻漏などの合併が多く発生する。骨の整復を行う場合はこれらの合併症を考慮した処置を十分に行った後で、もしくはそれと並行して行う必要がある。
中3分の1は主として上顎骨骨折などの顎顔面損傷（maxilofacial injury）、他に頬骨骨折、眼窩吹き抜け骨折などである。頭蓋底の骨折を伴う場合には合併症や様々な脳神経の障害を起こすことがある。頭蓋内合併症に対する処置の後、顔面骨骨折部の鋼線固定、顎間固定、また、遊離した上顎骨に眼窩外縁への吊り上げなどを施し、整復するとともに咬合不全を矯正する。
下3分の1は下顎骨骨折で、咬筋や口腔内諸筋の収縮により咬合不全が引き起こされるため、顎間固定を施して矯正する。

## Le Fort分類
| Le Fort I 型 |  | Le Fort I 型 |
| Le Fort I 型 |  |              |

| Le Fort II 型 |  | Le Fort II 型 |
| Le Fort II 型 |  |               |

| Le Fort III 型 |  | Le Fort III 型 |
| Le Fort III 型 |  |                |

### Le Fort I 型
両側の骨折線が梨状口の下部（硬口蓋の上）、犬歯窩、上顎洞の前壁を通り、翼口蓋窩から蝶形骨翼状突起の下部に達する上顎の横断骨折である。
口蓋の可動性が大となることが知られる(floating maxilla)。

### Le Fort II 型
鼻骨を横断し上顎骨前頭突起、涙骨、眼窩下縁に及び眼窩底の下眼窩裂から頬骨上顎縫合に至る。後方は、上顎骨外壁から翼口蓋窩に至る。ピラミッド型（錐体型）骨折である。

### Le Fort III 型
鼻骨を横断し、眼窩後壁を経て下眼窩裂、頬骨の前頭突起を通り後方へ向かい、上顎骨と蝶形骨の間を通過する。顔面骨が頭蓋底と分離する。